# Pokrajina Lecco
Pokrajina Lecco (v italijanskem izvirniku Provincia di Lecco [provìnča di lèko]) je ena od dvanajstih pokrajin, ki sestavljajo italijansko deželo Lombardija. Meji na severu in na zahodu s pokrajino Como, na vzhodu s pokrajinama Sondrio in Bergamo ter na jugu s pokrajino Monza e Brianza. Pokrajina je bila ustanovljena leta 1992 z odcepitvijo 80 občin od pokrajine Como in 10 občin od pokrajine Bergamo.

## Večje občine
Glavno mesto je Lecco, ostale večje občine so (podatki 28.02.2007):
| Mesto              | Prebivalcev |
| ------------------ | ----------- |
| Lecco              | 47.000      |
| Merate             | 14.359      |
| Calolziocorte      | 14.121      |
| Casatenovo         | 12.242      |
| Valmadrera         | 11.126      |
| Mandello del Lario | 10.290      |

## Naravne zanimivosti
Pokrajina Lecco se upravičeno imenuje pokrajina mnogih jezer, čeprav meri vsega skupaj samo 816 km². Leži ob vzhodni veji velikega Lago di Como, v notranjosti pa zavzema več manjših jezer, kot so Annone, Pusiano, Garlate, Olginate. Tudi največja visoka planota je bila po zaključku ledene dobe, ko so ledeniki umaknili, ogromno jezero. S časom se je izsušilo in ostala je samo morenska groblja. Danes se imenuje Valsassina, torej Dolina kamnja.
Seznam zaščitenih področij v pokrajini:
- Regijski park Monte Barro (Parco naturale del Monte Barro)
- Regijski park severnega toka reke Adda (Parco Regionale dell'Adda Nord)

## Zgodovinske zanimivosti
Večino pokrajine zavzema Valsassina, ki ima zanimivo preteklost. V zgodnjem dvanajstem stoletju so se prebivalci teh krajev naveličali bojev med gvelfi in gibelini in so se hoteli umakniti iz neprestanih sporov med mestnimi državami, zato so ustanovili kmetsko komuno. Statuti, kot imenujejo zakonik, ki so ga takrat sestavili v Valsassini, so se ohranili. Predvidevajo predvsem obnovitev "starih navad", po katerih je zemlja in voda skupna last, ki jo lahko uporabljajo družine po določenih pravilih. Leta 1388 so bili statuti obnovljeni in prepisani v boljši latinščini, s podpisi županov in predstavnikov glavnih rodbin. Leta 1674 so bili statuti spet posodobljeni in prevedeni tudi v italijanščino. Ostali so v veljavi še vse osemnajsto stoletje. Tudi po uvedbi moderne zakonodaje je ostala navada skupne rabe zemljišč vse do polovice preteklega stoletja. Današnja Gorska skupnost je naravni naslednik srednjeveške statutarne skupnosti.